# Beside You in Time
Beside You in Time (Halo 22) est le second DVD live de Nine Inch Nails (le précédent étant And All That Could Have Been), sorti en Europe le 26 février 2007 et aux États-Unis le 27 février. Ce live est tiré de la tournée qui a suivi la sortie de l'album With Teeth, et son titre est issu de celui d'une chanson de l'album.

## Programme

### Tournée nord-américaine, hiver 2006
1. "Love Is Not Enough"
2. "You Know What You Are?"
3. "Terrible Lie"
4. "The Line Begins to Blur"
5. "March of the Pigs"
6. "Something I Can Never Have"
7. "Closer To God"
8. "Burn"
9. "Gave Up"
10. "Eraser"[1]
11. "Right Where It Belongs"[1]
12. "Beside You in Time"[1]
13. "With Teeth"
14. "Wish"
15. "Only"
16. "The Big Come Down"
17. "Hurt"
18. "The Hand That Feeds"
19. "Head Like a Hole"

### Tournée nord-américaine, été 2006
1. "Somewhat Damaged"
2. "Closer"
3. "Help Me I Am In Hell"
4. "Non-Entity"
5. "Only"

### Clips vidéos
1. "The Hand That Feeds"
2. "Only"

### Réalisations studio 2005
1. "The Collector"
2. "Every Day Is Exactly The Same"
3. "Love Is Not Enough"